# أحمد الخير عوض الكريم
 أحمد الخير عوض الكريم هو مدرّس وناشط سياسي سوداني ولد في 2 فبراير 1983، شارك في الاحتجاجات السودانية 2018-19 التي قامت ضد نظام عمر البشير، وأُعتقلً في يوم 27 يناير 2019 بعد مشاركته في موكب الزحف الأكبر الذي كان يطالب بإسقاط نظام عمر البشير، وأقتيد على إثر ذلك إلى أحد مقار جهاز الأمن بمدينة خشم القربة حتى توفيّ في يوم 2 فبراير 2019 نتيجة للضرب والتعذيب من قبل جهاز الأمن السوداني، درس علوم الحاسوب وإلتحق بالعمل في التدريس في العام 2007، الملاحظ إن أحمد الخير مات في نفس يوم ميلاده.

## جلسات محاكمة قتلة أحمد الخير
في يوم 22 أغسطس 2018 كانت الجلسة الأولى لجلسات المحاكمة بمجمّع محاكم أمدرمان حيث تم فيها توجيهة التهمة إلى 41 شخصاً من أفراد جهاز الأمن السوداني.

## جلسة النطق بالحكم
```

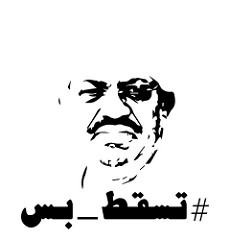
شعار ثورة ديسمبر السودانية

كانت جلسة النطق بالحكم بإعدام قتلة أحمد الخير عوض الكريم في يوم الإثنين 30 يناير 
2019
 بمحكمة جنايات أمدرمان برئاسة القاضي الصادق عبد الرحمن، حيث قضت المحكمة بالحكم شنقاً حتى الموت على 27 شخصاُ من أفراد جهاز الأمن السوداني، وسجن أثنين وبراءة سبعة أشخاص، وكانت الأحكام تحت: 
المادة 21 (الاشتراك الجنائي) والمادة (130 القتل العمد) من القانون الجنائي السوداني.
[
3
]
```

## وصلات خارجيّة
- جريدة التغيير
- الجزيرة نت
- السودان الآن